# 翁斯島
翁斯島是位於西班牙加利西亞蓬特韦德拉湾之群島中的主島，屬於加利西亞大西洋群島國家公園的一部分。翁斯島在行政上隸屬布埃乌，布埃烏定期有渡輪前往該島，2020年，副熱帶風暴阿爾法引發閃電造成翁斯島發生森林火災。
翁斯島上擁有加利西亞唯一的可持續露營地，提供小屋租賃和豪華露營服務。
梅利德海灘位於翁斯島的北部，可以從島上的市中心走兩公里的小路到達。